# Прогрессовский сельсовет
Прогрессовский сельсовет(в 1921—1963 гг. Знаменский сельсовет) — упразднённая  административно-территориальная единица Молчановского района Томской области России. Административный центр - с. Прогресс (с 1963 г.), Знаменка (в 1921—1963 гг.).

## История
Образован в 1921 году как Знаменский сельский Совет Томского округа Сибирского края.
Переименован в Прогрессовский сельский Совет решением Кривошеинского райисполкома от 24.04.1963 № 115 с центром в с. Прогресс.
Постановлением Главы администрации Молчановского района от 03.09.1993 № 52 переименован в Прогрессовский сельский Совет и сельскую администрацию.
15.10.1993  постановлением Главы Молчановского района № 89 прошла реорганизация в Сарафановскую сельскую администрацию с центром в с. Сарафановка.
Сарафановская сельская администрация реорганизована в администрацию Сарафановского территориального управления в соответствии с решением Муниципального Совета от 19.02.1998 № 14.
Администрация Сарафановского территориального управления реорганизована в форме слияния с правопреемством в администрацию Наргинского территориального округа постановлением Главы администрации Молчановского района от 03.07.2001 № 299.

## Состав сельсовета
В 1963 году входили населенные пункты: Прогресс, Знаменка (Нарга), Кутузовка (Кутузовские хутора), Сарафановка.

### Упразднённые населённые пункты
Деревня Прогресс исключена из учётных данных решением Томского облисполкома от 23.05.1988 № 100.
22.07.1992 принято решение № 147 Малого Совета Томской области «О возрождении д. Прогресс», вторично д. Прогресс исключена из учётных данных решением Государственной Думы Томской области от 05.09.2000 № 597.
д. Знаменка (Нарга) исключена из учётных данных решением Томского облисполкома от 20.07.1972 № 187.
д. Кутузовка (Кутузовские хутора) — решения облисполкома об исключении из учётных данных не обнаружены.